# 法受寺 (足立区)
法受寺（ほうじゅうじ）は、東京都足立区にある浄土宗の寺院。

## 概要
992年（正暦3年）、恵心僧都源信によって開山された。本尊の阿弥陀如来は源信の作という。元々は武蔵国豊島郡下尾久（現・東京都荒川区尾久）に位置していて、天台宗の寺院だった。その後、1264年（文永元年）に浄土宗に転宗し、1753年（宝暦3年）に谷中（現・台東区谷中）に移転した。
1935年（昭和10年）に、浅草の安養寺と合併し現在地に移転した。
寺宝として、寄せ木造りの後深草法皇の尊像と位牌がある。

## 墓所
- 桂昌院（徳川綱吉生母）

浅草の旧安養寺にあったものを移設した。
- 本庄宗資（笠間藩主）
- 関口氏暁（柔術家）

## 交通アクセス
- 竹ノ塚駅より徒歩14分
- 東武バス北寺町停留所より徒歩2分（経路案内）。